# Biserica Mănăstirii din Ulm
Biserica Mănăstirii din Ulm (în germană Ulmer Münster) este o biserică evanghelică-luterană clădită în stil gotic în orașul dunărean Ulm. Înălțimea turnului bisericii este de 161,53 m, acesta fiind cel mai înalt turn de biserică din lume.  Din biserică inițial romano-catolică, domul devine în perioada reformei religioase din Germania în anul 1530 biserică protestantă, iar în 1894 devine proprietate a comunității evanghelice.

## Caracteristici
Clădirea bisericii are o lungime de 123,56 m și o lățime de 48,8 m. Domul are cel mai înalt turn de biserică din lume (161,53 m); turnul coral are 86 m înălțime. Turnul principal al bisericii are 768 de trepte, ele ajungând până la 143 m înălțime, de unde se poate vedea panorama orașului. În zilele clare din turnul bisericii se poate vedea chiar panorama Alpilor.
În interior, biserica are o înălțime între 20,55 și 41,6 m, având un volum interior de 190.000 m³, greutatea construcției fiind estimată la 51.500 tone. Piatra de temelie a construcției a fost așezată în anul 1377, cheltuielile construcției fiind finanțate de 10.000 de cetățeni ai orașului. Deoarece biserica n-a fost planificată să devină sediu episcopal, ea are numai un turn (turnul de vest).
Domul are o capacitate de 2.000 de locuri de șezut, dar în cazul unor sărbători au loc de șezut 4.500 de spectatori și muzicieni. În evul mediu au avut loc 20.000 de credincioși în biserică, pe atunci obiceiul fiind de a celebra slujba religioasă în picioare.

## Galerie

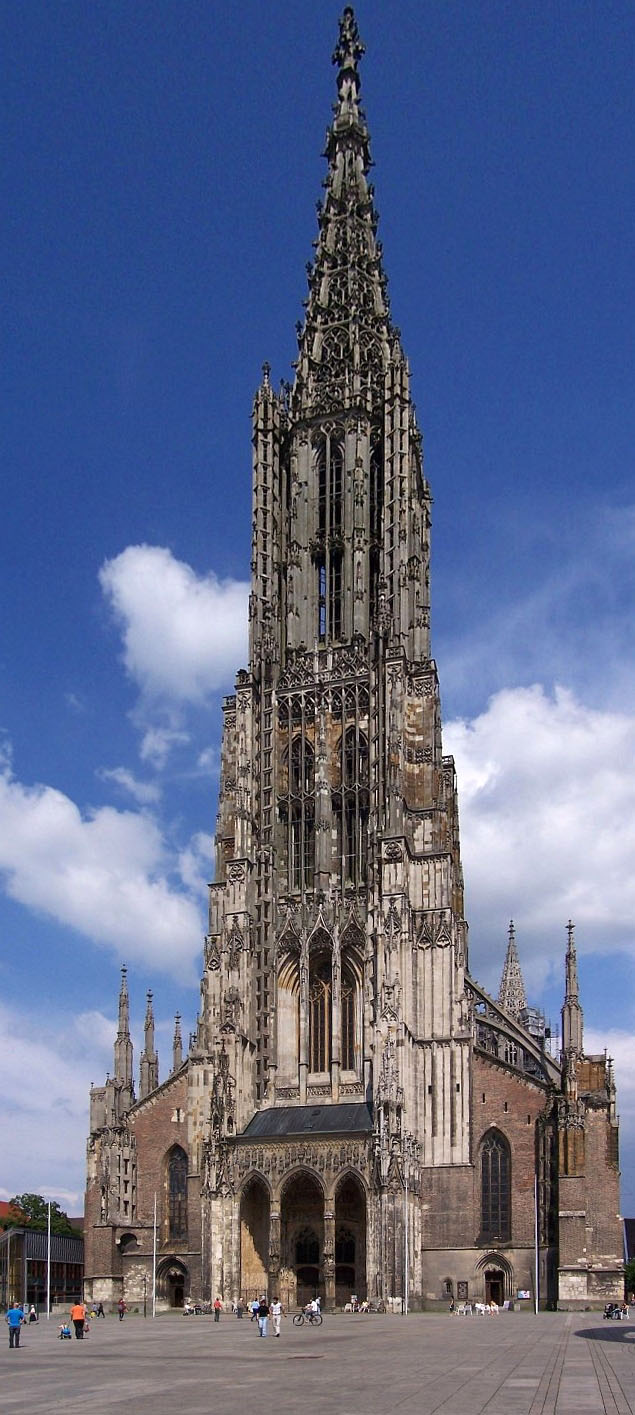
Domul din Ulm
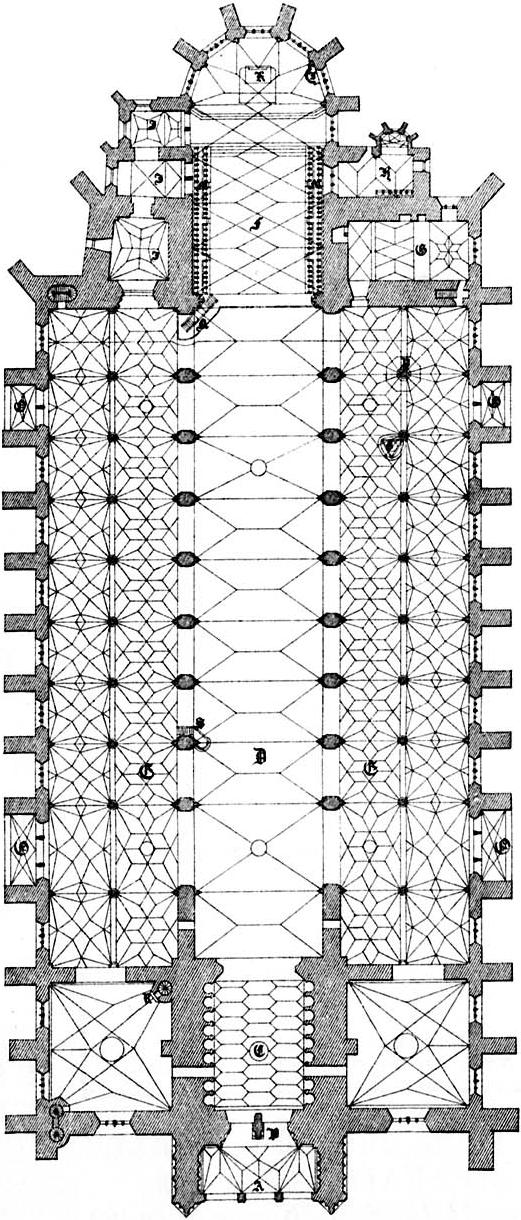
Planul Domului din Ulm
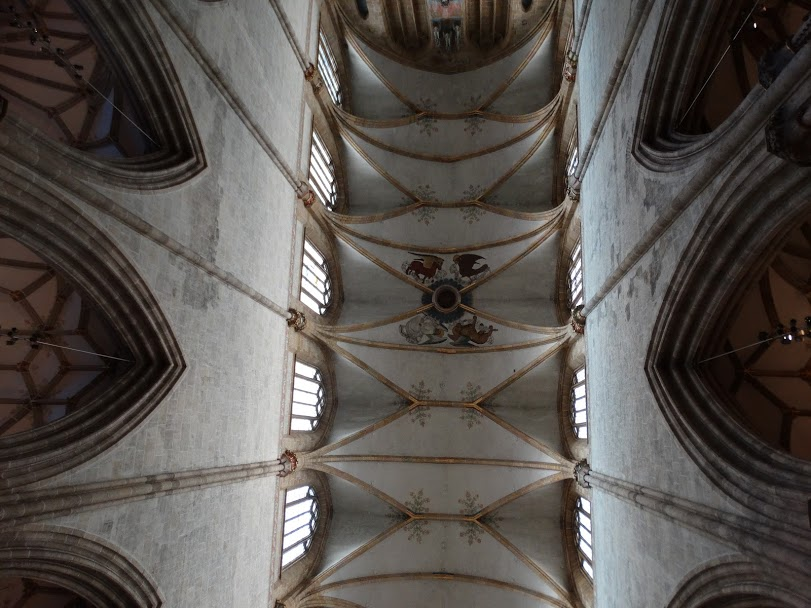
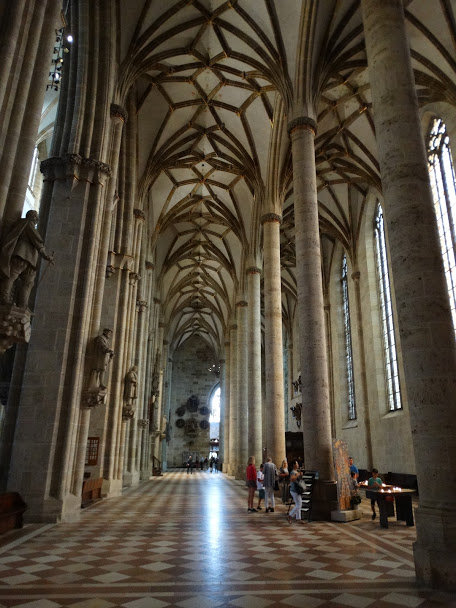
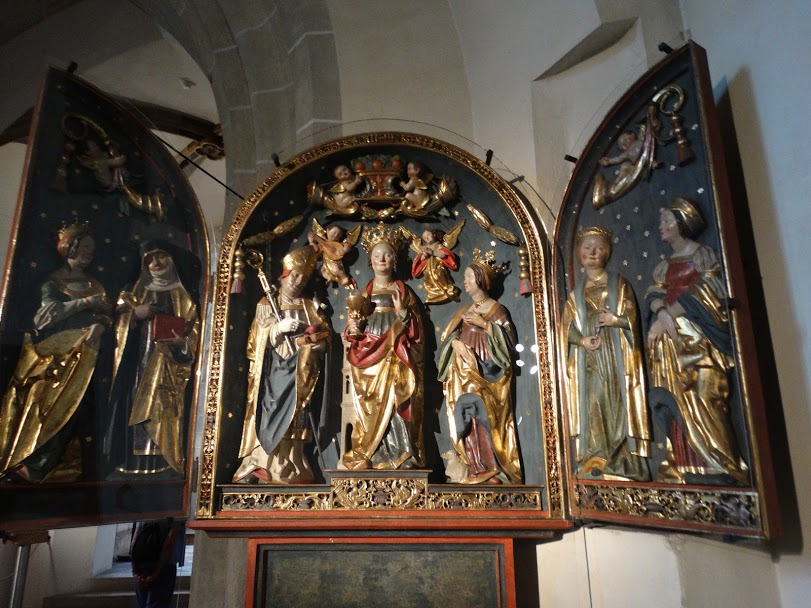
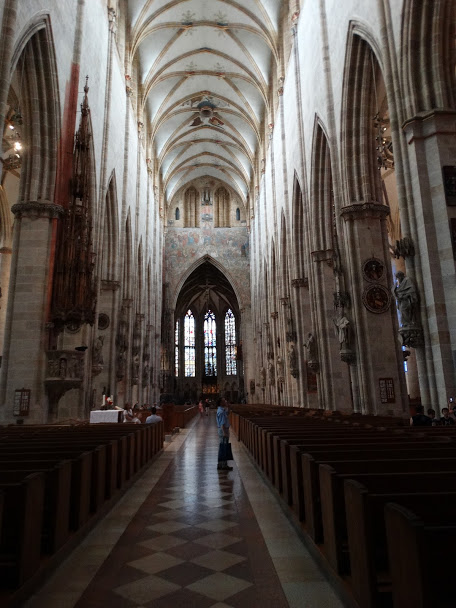
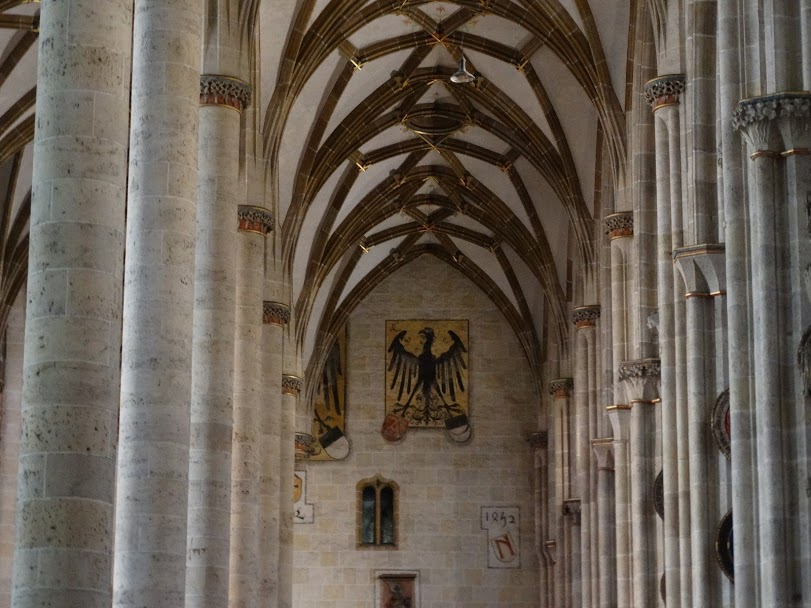
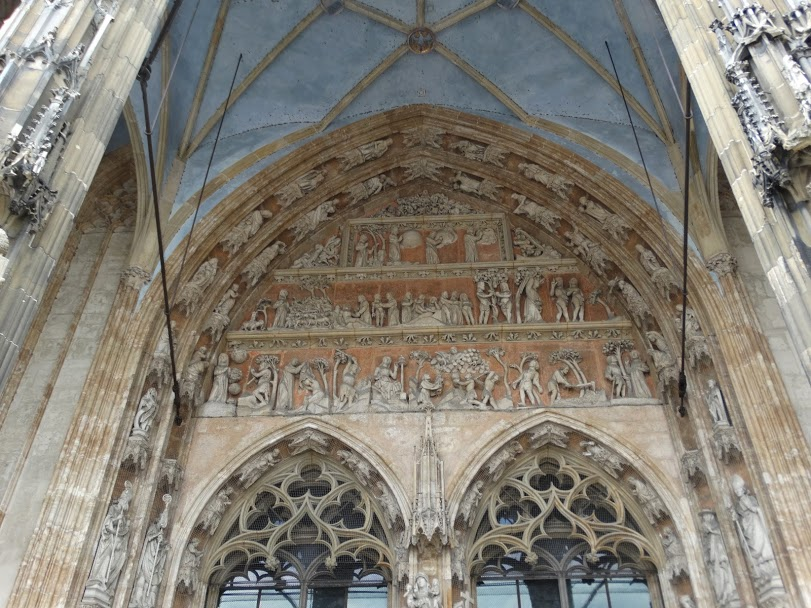
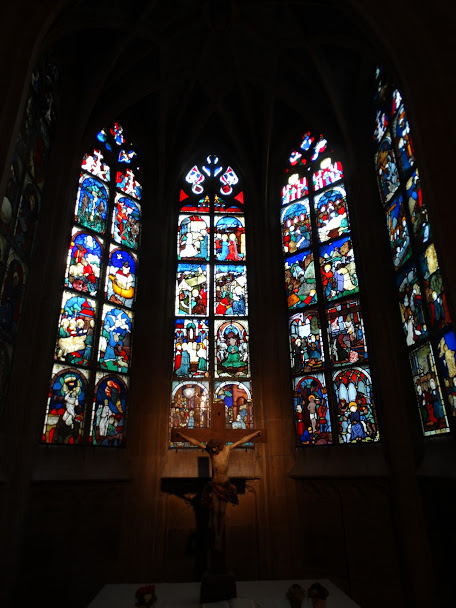